# Brachypelma vagans
Brachypelma vagans, comumente conhecida como tarântula vermelha mexicana, é uma espécie de aranha pertencente à família Theraphosidae. Podem medir até 17 cm de comprimento